# Paraceratherium
Paraceratherium (dříve známé spíše jako Indricotherium) byl obrovský bezrohý příbuzný nosorožců, který žil ve svrchním oligocénu až spodním miocénu, tedy asi před 34 až 23 miliony let. V roce 2021 byl publikován objev fosilií zástupců tohoto nebo blízce příbuzného rodu na Tibetské plošině v sedimentech o stáří kolem 26,5 milionu let.

## Popis
Paraceratérium bylo vysoké až 5 metrů, nepočítaje krk a hlavu. Byl to býložravec, který vážil okolo 12 tun, ale největší dochovaní jedinci mohli vážit až kolem 16,4 tuny. Tělo bylo dlouhé až kolem 8 metrů. Jeho lebka měřila na délku 1,3 metru a měla dva kuželovité horní špičáky připomínající malé kly. Zesílené spodní špičáky a čtvercový nosní otvor naznačují přítomnost masitého chobotu. Stehenní kost paraceratheria měří 1,5 metru. Gigantické rozměry a dlouhý krk umožňovaly paraceratériím získávat potravu z vrcholků stromů, jak to dnes dělají žirafy. Paraceratherium je největší známý suchozemský savec, který kdy žil. Paraceratherium žilo v Eurasii. Je řazeno do čeledi Hyracodontidae, což je skupina lichokopytníků přibuzná nosorožcovitým.

## Objev a název
Paraceratherium bylo objeveno roku 1910. Bylo již nalezeno na území Číny, Mongolska, Indie, Pákistánu, Kazachstánu, Gruzie, Turecka, Rumunska, Bulharska a bývalé Jugoslávie. Paraceratherium má další dva dnes již neplatné názvy – Baluchitherium a Indricotherium.

## V populární kultuře
Paraceratherium bylo vyobrazeno i v některých dokumentárních filmech. Objevilo se například v dokumentu Svět po dinosaurech a záběr na jeho kostru byl v pořadu televize BBC od Davida Attenborougha s názvem Triumf obratlovců. Kromě dokumentů je také v některých fiktivně-dokumentárních seriálech, například v Putování s pravěkými zvířaty, kde však byla s jistotou vykládána fakta, které často nebyla založena na výzkumech paleontologů, ale na fantazii tvůrců.
Právě pod názvem Indricotherium se objevuje v mnoha pořadech (Svět po dinosaurech, Putování s pravěkými zvířaty) a v mnoha knihách (Úžasný svět dinosaurů, Ilustrovaná encyklopedie dinosaurů a pravěkých zvířat). V druhé zmíněné knize bylo napsáno, že paraceratérium vážilo 30 tun, což je možné maximálně u těch úplně největších jedinců tohoto rodu. V některých dokumentech (Triumf obratlovců) nebo knihách (Prehistorie) je již jmenováno pod svým oficiálním vědeckým jménem.

## Galerie

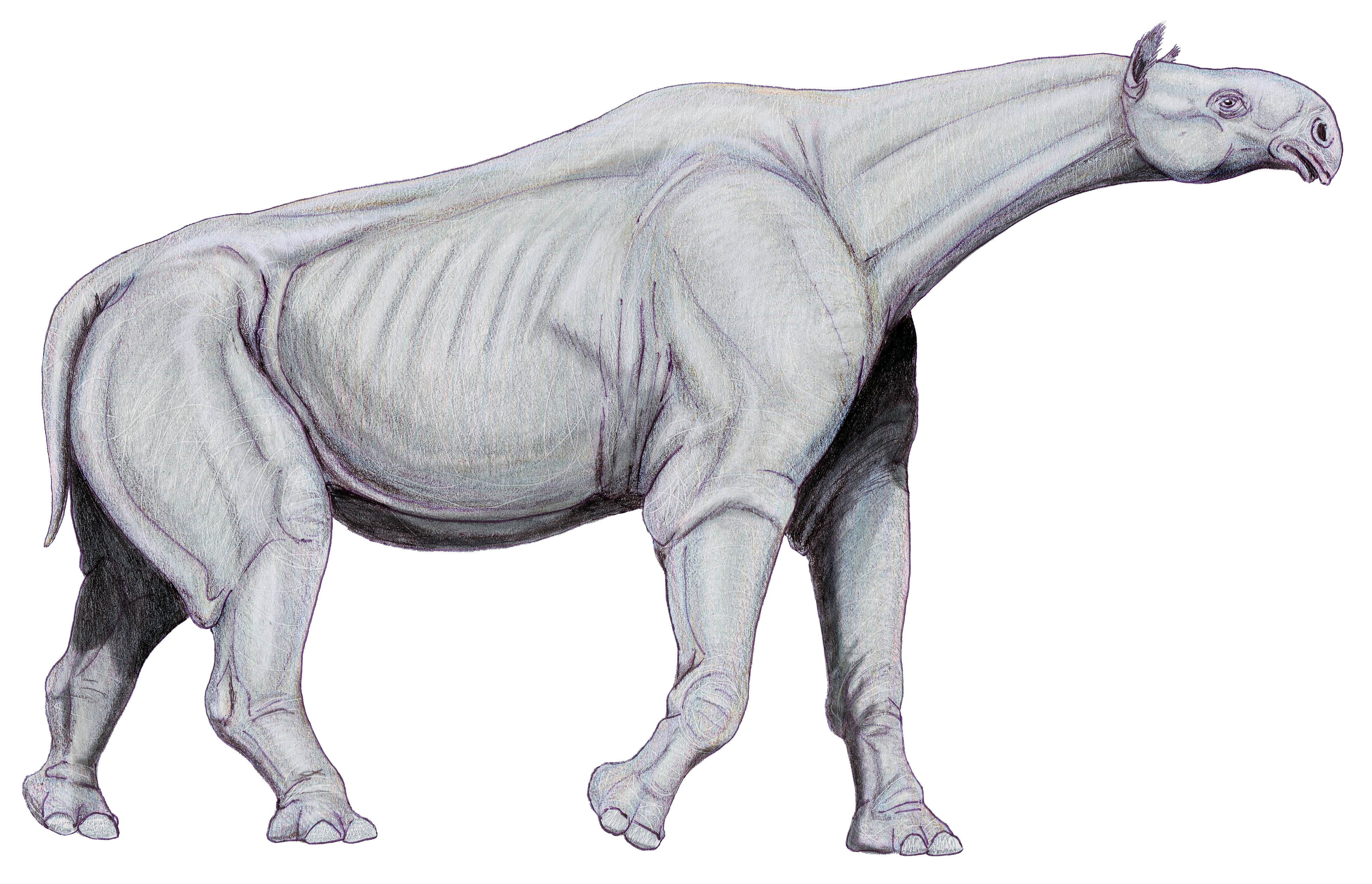
Paraceratherium
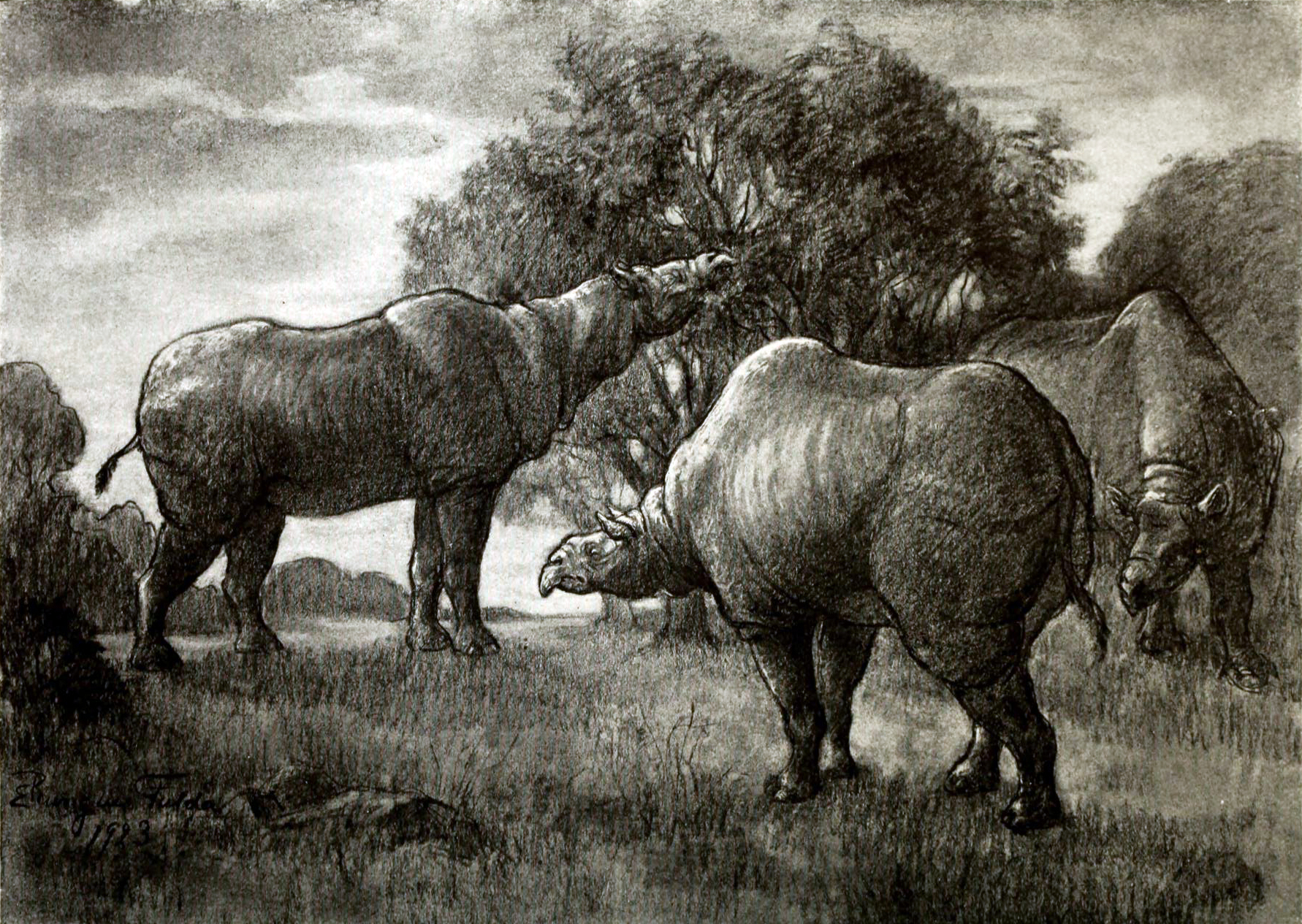
Zastaralé představy o vzhledu rodu Paraceratherium
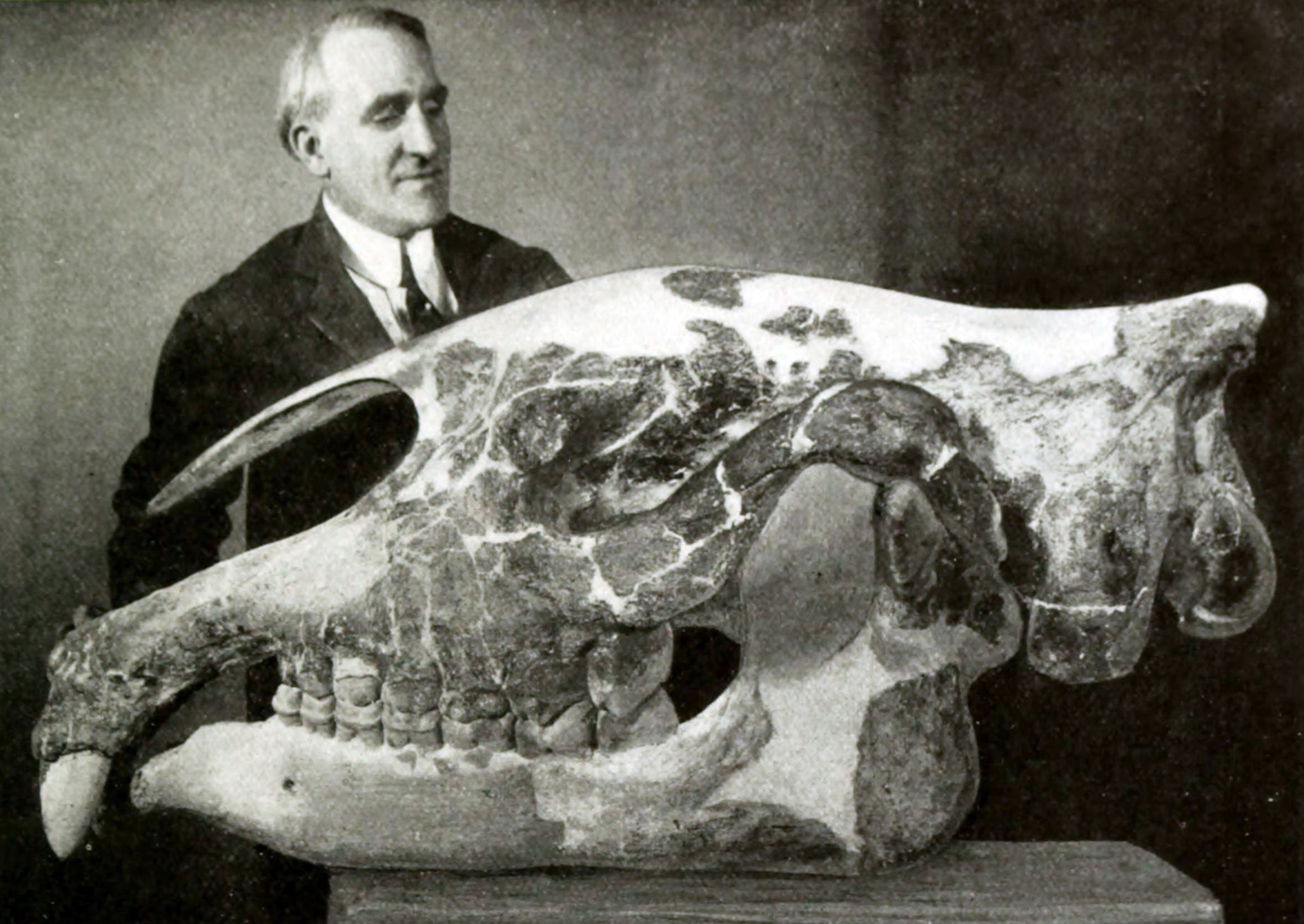
Lebka paraceratéria